# Lex de provinciis praetoriis
Die Lex de provinciis praetoriis (auch als lex de piratis (persequendis) bezeichnet) war ein um 101/100 v. Chr. verfasstes römisches Gesetz zur Bekämpfung der Piraterie (Seeräuber). Das Gesetz regelte die Kompetenzen und Aufgabenverteilungen der zur Gesetzesdurchführung bestimmten Organe, der Magistraten zum einen, der Senatoren zum anderen.
Das Gesetz ist nur in zwei verschiedenen griechischen Fassungen erhalten, die wohl von der gleichen lateinischen Vorlage ausgehend für den Einsatz im Osten des Römischen Reiches angefertigt wurden. Diese Version ist inschriftlich überliefert, zum einen in einem Bruchstück aus Delphi (entdeckt zwischen 1893 und 1896 auf einer Marmorsäule), zum anderen, seit amerikanischen Grabungen im Jahr 1974, aus Knidos.